# Il visitatore
Il visitatore è una commedia di Éric-Emmanuel Schmitt, rappresentata per la prima volta a Parigi nel 1993.

## Storia
Con quest'opera teatrale, l'autore - giovane professore francese di filosofia e prolifico drammaturgo, ha vinto nel '93 ben tre premi Molière per il teatro. 
Il testo è stato poi tradotto e rappresentato in 15 lingue e in oltre 25 paesi. In Italia è stato messa in scena nella stagione '95/'96 da Turi Ferro e Kim Rossi Stuart, per la regia di Antonio Calenda. Da allora le uniche riprese sono state quelle di Bob Marchese, nella sola città di Torino, nella stagione 2003/2004 e dell'attore e produttore Marco Predieri che ha riportato in scena l'opera nel 2006. Poi nel 2013 il testo è stato riproposto da Alessandro Haber e Alessio Boni per la regia di Valerio Binasco, mentre nel 2016 è andato in scena con il titolo "Enigma", per la regia di Barbara Porta e l'interpretazione di Giovanni Lombardo Radice.

## Sinossi
L'opera si compone di 17 scene, all'interno delle quali si svolge il dialogo fra Sigmund Freud e un misterioso visitatore, che compare all'improvviso. La trama si inquadra nell'aprile del 1938, l'Austria annessa alla Germania del Reich, Vienna ormai occupata dalle truppe della Gestapo, fanno da sottofondo a un ipotetico dialogo fra il Dott. Freud e il visitatore. 
Il dott. Freud indeciso se partire da quella situazione irreale, o restare a contrastare i nuovi signori del mondo (i nazisti), è torturato da un tumore alla gola, in preda a una crisi esistenziale, intreccia un dialogo serrato con lo sconosciuto visitatore che a poco a poco svelerà la sua identità e i suoi intenti.